# Град Сребреник
Град Сребреник је јединица локалне самоуправе у сјевероисточном делу Федерације БиХ. Припада Тузланском кантону. Сједиште је у Сребренику.

## Географија
Сребреник се налази у долини ријеке Тиње, на прузи и путу Брчко — Тузла — Сарајево. Просјечна надморска висина је 199 метара, површина општине је 249 км2. На том подручју је 1991. године живјело 40.796 становника. Град Сребреник окружен је планинским масивима Мајевице и Требаве који се спуштају у пространу равницу кроз коју од југа према сјеверу протиче ријека Тиња. Становништво Сребреника и околних насеља бави се, углавном, ратарством, воћарством и сточарством.

## Становништво
По последњем службеном попису становништва из 1991. године, општина Сребреник је имала 40.896 становника, распоређених у 49 насељених места. Према прелиминарним резултатима пописа становништва из 2013. године, град Сребреник има 39.678 становника.
| Националност       | 1991.           | 1981.           | 1971.           |
| Муслимани          | 30.528 (74,64%) | 28.070 (73,73%) | 24.628 (73,25%) |
| Срби               | 5.308 (12,97%)  | 5.545 (14,56%)  | 5.489 (16,32%)  |
| Хрвати             | 2.752 (6,72%)   | 3.167 (8,31%)   | 3.256 (9,68%)   |
| Југословени        | 1.203 (2,94%)   | 767 (2,01%)     | 34 (0,10%)      |
| остали и непознато | 1.105 (2,70%)   | 521 (1,36%)     | 213 (0,63%)     |
| Укупно             | 40.896          | 38.070          | 33.620          |

## Насељена мјеста
Бабуновићи, Бехрами, Брда, Брезик, Брњичани, Цаге, Церик, Црвено Брдо, Чеканићи, Ћехаје, Ћојлучко Поље, Ћојлук, Дедићи, Доњи Морањци, Доњи Подпећ, Доњи Сребреник, Дубоки Поток, Фалешићи, Горњи Хргови, Горњи Морањци, Горњи Подпећ, Горњи Сребреник, Хуреми, Јасеница, Јежинац, Кисељак, Куге, Лике, Липје, Лисовићи, Лука, Љенобуд, Маоча, Подорашје, Рапатница, Сеона, Сладна, Сребреник, Стража, Шахмери, Шпионица Центар, Шпионица Доња, Шпионица Горња, Шпионица Средња, Тиња Доња, Тиња Горња, Тутњевац, Урожа и Захировићи.
Послије потписивања Дејтонског споразума, некадашња општина Сребреник је у цјелини ушла у састав Федерације БиХ.